# Polina Korobeynikova
Polina Alexandrovna Korobeynikova (en russe : Полина Александровна Коробейникова ; née le 12 avril 1996 à Moscou) est une patineuse artistique russe.

## Biographie

### Carrière sportive
Bien que seulement 7e des Championnats de Russie 2012, Polina Korobeynikova obtient une des trois places qualificatives pour les Championnats d'Europe car quatre patineuses mieux classées sont trop jeunes pour participer à ces championnats.
À Sheffield, elle se qualifie pour le programme court en remportant le tour préliminaire. Elle se classe 12e du programme court puis obtient la deuxième place du programme libre, se hissant à la 4e place finale.
En mars 2012, Polina Korobeynikova prend part aux Championnats du monde à Nice. Elle termine finalement à la 19e place.

## Palmarès
| Compétition             | 2011    | 2012    | 2013    | 2014    | 2015    |  |  |  |  |  |  |  |  |  |
| Jeux olympiques d'hiver |         |         |         |         |         |  |  |  |  |  |  |  |  |  |
| Championnats du monde   |         | 19e     |         |         |         |  |  |  |  |  |  |  |  |  |
| Championnats d'Europe   |         | 4e      |         |         |         |  |  |  |  |  |  |  |  |  |
| Championnats de Russie  | 10e     | 7e      | 10e     | F       | 18e     |  |  |  |  |  |  |  |  |  |
|                         |         |         |         |         |         |  |  |  |  |  |  |  |  |  |
| Grand Prix ISU          | 2010/11 | 2011/12 | 2012/13 | 2013/14 | 2014/15 |  |  |  |  |  |  |  |  |  |
| Trophée de France       |         |         | 6e      |         |         |  |  |  |  |  |  |  |  |  |
| Coupe de Russie         |         |         | 7e      |         |         |  |  |  |  |  |  |  |  |  |
| Légende : F = Forfait   |         |         |         |         |         |  |  |  |  |  |  |  |  |  |